# Der Taschengarten
Der Taschengarten (1978) ist eine Orchestersuite in 13 Sätzen von Sergiu Celibidache.
„Der Taschengarten“ entstand in enger Zusammenarbeit mit Kindern und ist auch – in der Tradition impressionistischer Kinderballette – für Kinder gedacht. Die Musik weist aber auch Berührungspunkte mit Maurice Ravel und Igor Strawinski auf.
Die Sätze tragen folgende Titel:
1. Kinder kommt rein!
2. Meister Wind lässt Tulpen singen
3. Enterichs Predigt
4. Ahornsamen schwirren Rätsel
5. Kein Himmelsruf mehr nach der alten Tanne
6. Käfertanz
7. Fisches Nachtgesang
8. Besenhengst im wilden Ritt
9. Mein Igel, wo bist Du?
10. Grünes Gebet
11. Dankgeschnatter. Aus einem Igel wurden zwei
12. Es regnet in die Gießkanne
13. Das ist alles

Celibidache legt im „Taschengarten“ besonderen Wert auf das klangliche Geschehen. So zeigt beispielsweise der 2. Satz „Meister Wind lässt Tulpen singen“ ein idyllisches Auf- und Abwiegen von Holzbläsern (Tulpen) begleitet von gedämpften Streichern, Harfen- und Celestaklängen (Wind). Der 7. Satz „Fisches Nachtgesang“ ist polyphon komponiert; Celibidache nutzt das Phänomen, dass der Zuhörer nur wenige Stimmen gleichzeitig wahrnehmen kann, ähnlich wie man in einem See voller Fische nur wenige auf einmal sehen kann. Eine Mischung aus tibetischen Tempelklängen und lyrischen Melodien gestalten den 10. Satz „Grünes Gebet“. Im 12. Satz „Es regnet in die Gießkanne“ imitiert er kunstvoll das Geräusch von Regentropfen.
„Der Taschengarten“ erschien 1979 in einer Aufnahme mit dem Radio-Sinfonieorchester Stuttgart bei Deutsche Grammophon als Benefiz-Produktion für das Kinderhilfswerk UNICEF. Die Aufnahme ist mittlerweile auch auf CD erschienen. „Der Taschengarten“ ist damit die derzeit einzige Komposition Celibidaches (bekannt sind außerdem mehrere Sinfonien und ein Requiem), die auf Tonträger erhältlich ist. Es ist ferner das einzige Werk, das er entgegen seiner grundsätzlichen Ablehnung von „Musikkonserven“ offiziell aufnahm, obwohl er sie nie in einem Konzert dirigierte. Erst zu seinem 10. Todestag am 14. August 2006 kam sie im Herkulessaal der Münchner Residenz zur Konzerturaufführung; es spielte die Junge Münchner Philharmonie unter der Leitung des Celibidache-Schülers Mark Mast.